# Alain Cantareil
Alain Cantareil (Marsiglia, 15 agosto 1983) è un ex calciatore francese, di ruolo difensore.

## Carriera
Ha giocato nella prima divisione francese con Olympique Marsiglia, Lorient e Nizza, per un totale di 34 presenze in carriera in questa categoria. Ha inoltre giocato in seconda divisione con Ajaccio ed Istres (29 presenze totali in categoria), giocando invece il resto della carriera tra terza e quarta divisione.

## Palmarès

### Club

#### Competizioni internazionali
- Coppa Intertoto UEFA: 1

Olympique Marsiglia: 2005